# Patera de Serova
Serova Patera
Pour les articles homonymes, voir Serova.
La patera de Serova (désignation internationale : Serova Patera) est une patera située sur Vénus dans le quadrangle d'Hecate Chasma. Elle a été nommée en référence à Valentina Serova (Polovikova),  actrice soviétique (1918–1975).